# Script for a Jester’s Tear
Script for a Jester’s Tear (englisch für etwa „Skript für eines Hofnarren Träne“) ist das Debütalbum der britischen Rockgruppe Marillion. Es ist das einzige Album von Marillion, auf dem der Bandmitgründer Mick Pointer mitspielt.

## Entstehung
Nicht ohne Probleme begannen im Dezember 1982 die Aufnahmen in den Marquee Studios in London. Als Produzent sollte Martin Birch fungieren – ein erfahrener Mann, der schon mit Deep Purple, Black Sabbath und Iron Maiden gearbeitet hatte. Marillion befand ihn jedoch als zu Hard-Rock-lastig und konnte sich schließlich mit EMI auf Nick Tauber als Produzenten einigen. Das Label glaubte auch, dass Mick Pointer als Schlagzeuger nicht gut genug sei und versuchte einen Studiomusiker für die Aufnahmen durchzusetzen. Dies wurde jedoch von der Gruppe verweigert. Alle Lieder waren schon länger Teil des Liveprogramms der Band, mit Ausnahme des Titelstücks, das erst im Studio komponiert wurde. Die Veröffentlichung des Albums war für den März 1983 vorgesehen. Im Februar 1983 wurden die Labelmanager ungeduldig und wollten das bisherige Material zur Beurteilung hören. Nick Tauber lehnte dieses Ansinnen jedoch ab. Er wollte sich nicht in die Produktion hineinreden lassen.

## Inhalt
In dem Lied Script for a Jester’s Tear verarbeitete Fish das ewige Auf und Ab in der Beziehung zu seiner Freundin. Es ist ein trauriges Liebeslied. Der Song He Knows You Know handelt von Drogenkonsum und von den Leuten, die immer alles besser wissen, den Ich-habs-ja-gleich-gesagt-Typen. The Web ist ein Lied über Depressionen, Hoffnungen und Entscheidungen. Die Musik basiert auf einem Stück namens Close aus den Jahren 1979/80. An der Komposition war auch Brian Jelliman beteiligt, siehe Marillions Bandgeschichte. In Garden Party macht sich Fish über die Gartenpartys und die Borniertheit der Upperclass von Cambridge lustig. Auch dies ist ein älteres Stück, an dem Brian Jelliman und Diz Minnitt beteiligt waren. Chelsea Monday ist eine Ballade über ein Mädchen, das es nicht schafft berühmt zu werden, und deshalb eines Montags Morgen in die Chelsea durchfließende Themse springt. Das abschließende Stück Forgotten Sons ist ein Klagelied für die Gefallenen in den von Politikern angezettelten Konflikten, inspiriert vom Nordirlandkonflikt.

## Albumcover
Der Maler und Grafiker Mark Wilkinson gestaltete das Cover des Albums. Das Bild zeigt einen traurigen Hofnarren mit Geige und Federkiel in einem Zimmer und nimmt Bezug auf einige Songtexte, teils auch auf Stücke, die erst auf späteren Marillion-Alben veröffentlicht wurden. Das Spinnennetz vor dem Kamin steht für The Web, das auf einer Stuhllehne sitzende Chamäleon verweist auf den Song She Chameleon vom Album Fugazi. Der Hofnarr selbst steht für den Titelsong des Albums.

## Titelliste
1. Script for a Jester’s Tear (07:40)
2. He Knows You Know (05:05)
3. The Web (08:39)
4. Garden Party (07:00)
5. Chelsea Monday (07:45)
6. Forgotten Sons (08:00)

## Wiederveröffentlichungen
Als CD wurde das Album erstmals im Dezember 1985 mit gleicher Titelliste veröffentlicht, wobei alle Stücke ein paar Sekunden länger sind. Im September 1997 brachte EMI ein 24-Bit-Remaster – die Stücke wurden nochmals ein paar Sekunden länger – mit einer Bonus-CD heraus.
Titelliste der Bonus-CD
1. Market Square Heroes (Battle Priest Version) (04:47)
2. Three Boats Down from the Candy (04:30)
3. Grendel (Fair Deal Studios Version) (19:08)
4. Chelsea Monday (Manchester Square Demo) (06:42)
5. He Knows You Know (Manchester Square Demo) (04:28)
6. Charting the Single (Alternative Version) (04:54)
7. Market Square Heroes (Alternative Version) (04:48)

Die remasterte CD erschien im August 2008 auch ohne Bonus-CD auf den Markt. Im Februar 2012 wurde Script for a Jester’s Tear nochmals als 180g-LP gepresst.

## 2020 Deluxe Edition 4-CD + Blu-ray Disc
CD 1 2020 Remix
1. Script For A Jester's Tear (8:42)
2. He Knows You Know (5:23)
3. The Web (8:50)
4. Garden Party (7:20)
5. Chelsea Monday (8:17)
6. Forgotten Sons (8:26)

CD 2 Market Square Heroes EP
1. Market Square Heroes (4:18)
2. Three Boats Down From The Candy (4:30)
3. Grendel (17:17)
4. Charting The Single (4:48)

CD 3 Live At The Marquee Club, 29.12.1982, Part 1
1. Garden Party (8:47)
2. Three Boats Down From The Candy (5:25)
3. Grendel (19:25)
4. Chelsea Monday (9:14)
5. He Knows You Know (5:35)

CD 4 Live At The Marquee Club, 29.12.1982, Part 2
1. The Web (11:24)
2. Script For A Jester's Tear (9:35)
3. Forgotten Sons (11:26)
4. Market Square Heroes (5:27)
5. Margaret (6:45)

Blu-ray Disc
1. Script For A Jester's Tear
2. Script For A Jester's Tear
3. Market Square Heroes EP
4. Sackcloth And Greasepaint - The Story Of Script For A Jester's Tear (93:00)
5. Recital Of The Script - Live At The Hammersmith Odeon (81:00)
6. Market Square Heroes (Promo Video)
7. He Knows You Know (Promo Video)
8. Garden Party (Promo Video)
9. Live At The Marquee Club, 29th December 1982 (11:00)

## Rezeption
In der Musikpresse wurde das Album überwiegend positiv besprochen, gar zum Meilenstein des Neoprog stilisiert oder als Meisterwerk bezeichnet. Oft wurde Marillion mit Genesis verglichen.